# Smæklaasen (film fra 1908)
 Ikke at forveksle med Smæklaasen (film fra 1911).
Smæklaasen er en stumfilm fra 1908 produceret af Nordisk Films Kompagni og instrueret af Viggo Larsen. 
Filmen blev i engelsktalende lande distribueret under titlen The Spring Lock.

## Handling
Filmen handler om Hr. Knob, der er et rart menneske, men alle gør nar af ham.